# 阿尔塔莫诺夫链坑
阿尔塔莫诺夫链坑（英文：Catena Abulfeda）是月球上一条绵延134公里的长链坑。取名自附近的阿尔塔莫诺夫陨石坑，1976年被国际天文学联合会批准接受。该链坑的中心月面坐标为26°00′N 105°54′E / 26.0°N 105.9°E。

## 另请参阅
- 月球环形山列表
- 月球表面特征列表